# Corti di Castiglia e León

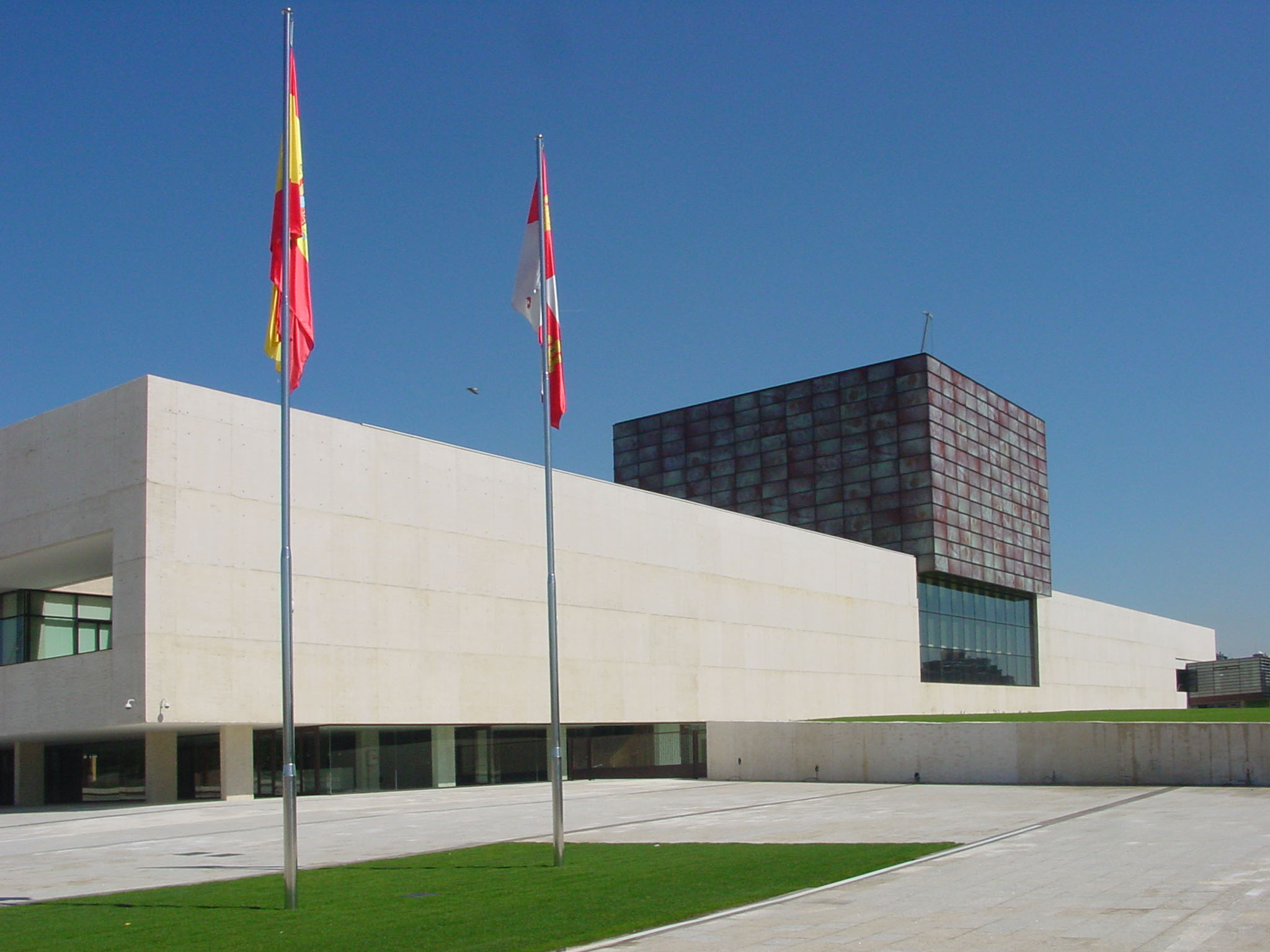
L'esterno del nuovo edificio delle Corti, inaugurato nel 2007, a Valladolid

Le Corti de Castiglia e León (in spagnolo Cortes de Castilla y León) sono l'organo legislativo della Comunità autonoma di Castiglia e León, equivalente quindi a un parlamento regionale. I suoi membri sono chiamati procuratori e il suo compito è rappresentare i cittadini di Castiglia e León. Sono scelti a suffragio universale, libero, diretto e segreto.

## Storia
Nel 1983, con l'approvazione dello Statuto di autonomia di Castiglia e Leon, furono costituite come organo legislativo eletto democraticamente.

## Composizione
Il numero di Procuratori eletti per l'XI Legislatura è 81. La distribuzione è la seguente:
- Per province:
  - Ávila: 7
  - Burgos: 11
  - León: 13
  - Palencia: 7
  - Salamanca: 10
  - Segovia: 6
  - Soria: 5
  - Valladolid: 15
  - Zamora 7.

## Competenze
Le Corti sono responsabili della scelta del Presidente della Comunità autonoma tra i suoi membri. Il Presidente esercita il potere esecutivo e nomina il Governo della Giunta. Le attribuzioni delle Corti secondo lo Statuto di autonomia sono, tra le altre:
- Esercizio del potere legislativo della Comunità.
- Il controllo del Governo della Giunta e del suo Presidente.
- L'approvazione dei Bilanci.
- L'elezione del Presidente della Giunta.
- Nominare i Senatori eletti indirettamente corrispondenti alla Comunità.
- Imporre e riscuotere le tasse.

## Sede
Fino alla VI legislatura (2003-2007), avevano la loro sede provvisoria nel Castello di Fuensaldaña, a Fuensaldaña, nei dintorni di Valladolid. Con l'inizio della VII Legislatura entrò in funzione la nuova e definitiva sede delle Corti nella città di Valladolid, opera dell'architetto granadino Ramón Fernández Alonso ed eseguita dagli architetti di Valladolid Leopoldo Cortejoso García e Juan Antonio Coronado Serra situata nel complesso Villa del Prado.

## Presidenti
| Nome                            | Periodo       | Partito | Partito |
| ------------------------------- | ------------- | ------- | ------- |
| Dionisio Llamazares Fernández   | 1983-1987     |         | PSOE    |
| Carlos Sánchez-Reyes de Palacio | 1987-1991     |         | CDS     |
| Manuel Estella Hoyos            | 1991-2003     |         | PP      |
| José Manuel Fernández Santiago  | 2003-2011     |         | PP      |
| María Josefa García Cirac       | 2011-2015     |         | PP      |
| Silvia Clemente Municio         | 2015-2019     |         | PP      |
| Ángel Ibáñez Hernando           | 2019          |         | PP      |
| Luis Fuentes Rodríguez          | 2019-2022     |         | Cs      |
| Carlos Pollán                   | 2022-presente |         | Vox     |